# Христианская народная партия (Норвегия)
Христианская народная партия (норв. Kristelig Folkeparti, нюнорск Kristeleg Folkeparti), сокращённо KrF, часто переводится также как Христианско-демократическая партия — норвежская христианско-демократическая политическая партия.

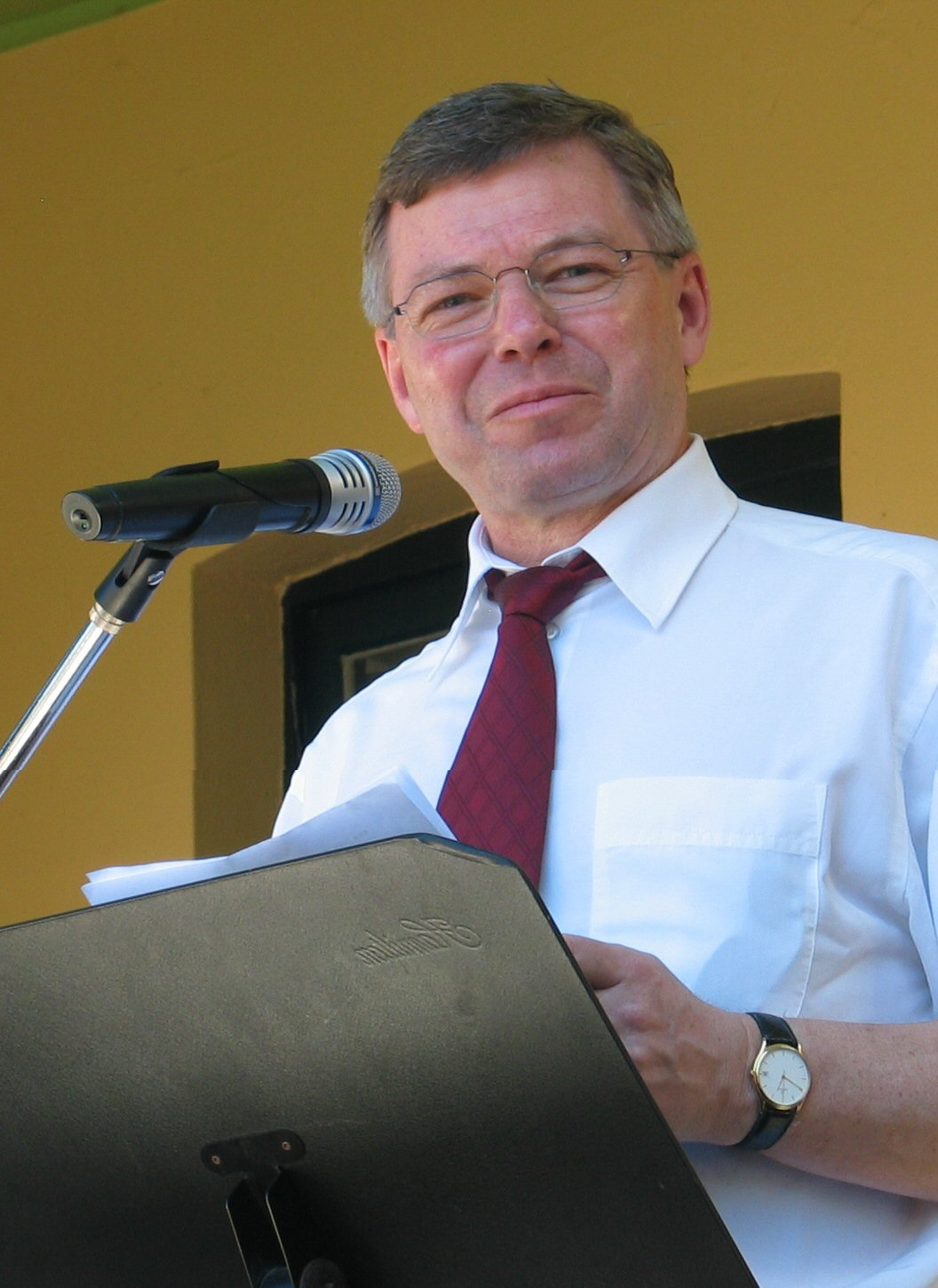
Хьель Магне Бунневик, экс-премьер-министр Норвегии

## История
Основана в 1933 году бывшими членами Либеральной партии и с выборов 1933 года имеет представительство в Стортинге. Опирается на традиционную мораль лютеранской церкви, выступает в защиту семейных ценностей, против абортов и расширения прав гомосексуалов. Призывает к ограничению участия государства в экономической жизни. В социальной сфере признаёт необходимость государственной заботы о гражданах.
Неоднократно принимала участие в правящих коалициях. Её представители возглавляли коалиционные правительства в 1972—1973 (Ларс Корвальд), 1997—2000 и 2001—2005 (Хьель Магне Бунневик).

## Представительство ХНП в Стортинге
| Год  | % голосов | Мест в Стортинге |
| ---- | --------- | ---------------- |
| 1933 | 0,8 %     | 1 из 150         |
| 1936 | 1,3 %     | 2 из 150         |
| 1945 | 7,9 %     | 8 из 150         |
| 1949 | 8,5 %     | 9 из 150         |
| 1953 | 10,5 %    | 14 из 150        |
| 1957 | 10,2 %    | 12 из 150        |
| 1961 | 9,6 %     | 15 из 150        |
| 1965 | 8,1 %     | 13 из 150        |
| 1969 | 9,4 %     | 14 из 150        |
| 1973 | 12,2 %    | 20 из 155        |
| 1977 | 12,4 %    | 22 из 155        |
| 1981 | 9,4 %     | 15 из 155        |
| 1985 | 8,3 %     | 16 из 157        |
| 1989 | 8,5 %     | 14 из 165        |
| 1993 | 7,9 %     | 13 из 165        |
| 1997 | 13,7 %    | 25 из 165        |
| 2001 | 12,4 %    | 22 из 165        |
| 2005 | 6,8 %     | 11 из 169        |
| 2009 | 5,5 %     | 10 из 169        |
| 2013 | 5,6 %     | 10 из 169        |
| 2017 | 4,2 %     | 8 из 169         |
| 2021 | 3,8 %     | 3 из 169         |

## Лидеры партии
- Нильс Лавик (1938—1951)
- Эрлинг Викборг (1951—1955)
- Эйнар Харельд (1955—1967)
- Ларс Корвальд (1967—75)
- Коре Кристиансен (1975—1977)
- Ларс Корвальд (1977—1979)
- Коре Кристиансен (1979—1983)
- Хьель Магне Бунневик (1983—1995)
- Валгерд Сварстад Хаугланд (1995—2004)
- Дагфинн Хёйбротен (2004—2011)
- Кнут Арильд Харайде (2011—2019)
- Хьелль Ингольф Ропстад[англ.][4] (2019—2021)
- Олауг Вервик Буллестад (2021 — н. в.; и. о.)